# Erik Magnus Kuylenstierna
Erik Magnus Kuylenstierna, född 3 april 1789 på Nättsjö i Kalvs socken, Älvsborgs län, död 25 februari 1869 i Jönköping, var en svensk ämbetsman.

## Biografi
Kuylenstierna blev filologie kandidat vid Lunds universitet 1808, auskultant och extraordinarie kanslist i Göta hovrätt 1810, extraordinarie kanslist i justitierevisionsexpeditionen 1811, auskultant i Svea hovrätt samma år, kammarskrivare i statskontoret samma år, tillförordnad auditör vid Södra skånska regementet i 6 månader 1811 och kanslist i statskontoret 1813. Han blev hovjunkare 1 december 1813 och ledamot av Övre borgrätten samma år, hovauditör i juli 1815 och sekreterare vid styrelsen över Strömsholms stuteriinrättning och sedan i stuteriöverstyrelsen 1815-1824. I december 1816 blev han hovkanslisekreterare och 1818 blev han kammarjunkare, riddarhusfiskal och ombudsman vid Vadstena jungfrustift blev han 23 december samma år. I egenskap av hovkanslisekreterare överflyttades han på allmänna indragningsstaten 1822. Han blev lagman 7 maj 1822 och tillförordnad lagman på Gotland samma år och var fullmäktig i riksgäldskontoret 16 juli 1829–1834. På begäran erhöll han avsked från riddarhusfiskals- och ombudsmannatjänsterna 29 januari 1831. Han blev intendent vid Drottningholms och Svartsjö slott 1832 och kammarherre samma år.
Den 13 december 1834 blev han tillförordnad underståthållare i Stockholm och underståthållare 11 november 1835. Han var tillförordnad överståthållare från 25 juni till 25 oktober 1836 samt från 30 juni 1838. Från detta förordnande entledigades Kuylenstierna på begäran i september 1838, men förvaltade överståthållareämbetet flera gånger därefter. Han var underståthållare fram till 1847.

## Hedersbetygelser
Den 11 maj 1818 blev han härold vid Nordstjärneorden.
Han blev riddare av Nordstjärneorden 28 januari 1824.

## Familj
Erik Magnus Kuylenstierna var son till kapten Carl Jesper Kuylenstierna och Gustava Carolina Riddersvärd, dotter till bankokommissarien Nils Alexander Riddersvärd. Han var bror till Wilhelm Gustaf Kuylenstierna.
Erik Magnus Kuylenstierna gifte sig med Helena Sofia Johanna Cederstråle, dotter till majoren och riddaren Erik Tholander Cederstråle och Sofia Christina Cederstråle.